# オオバゲッキツ

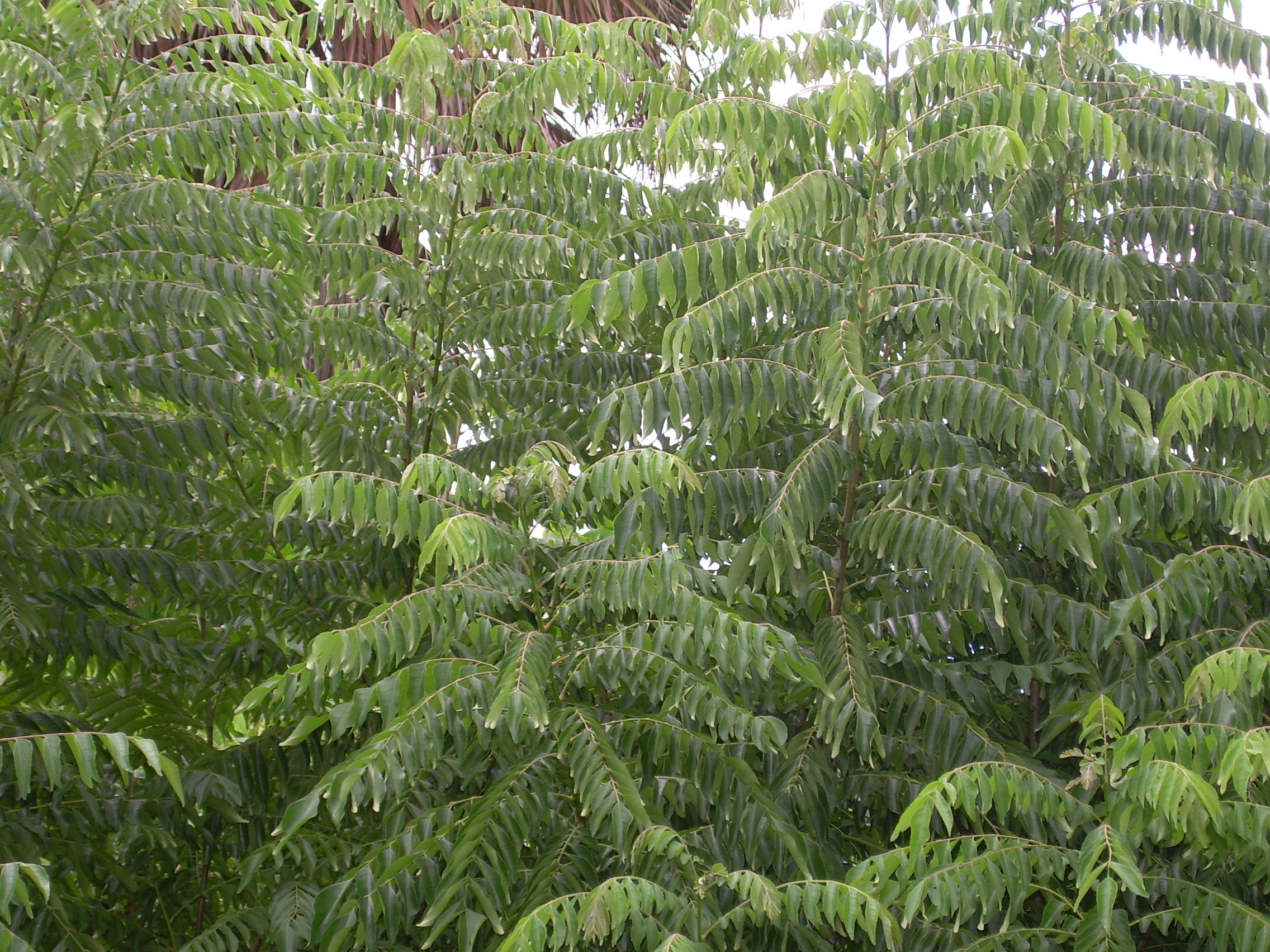
葉

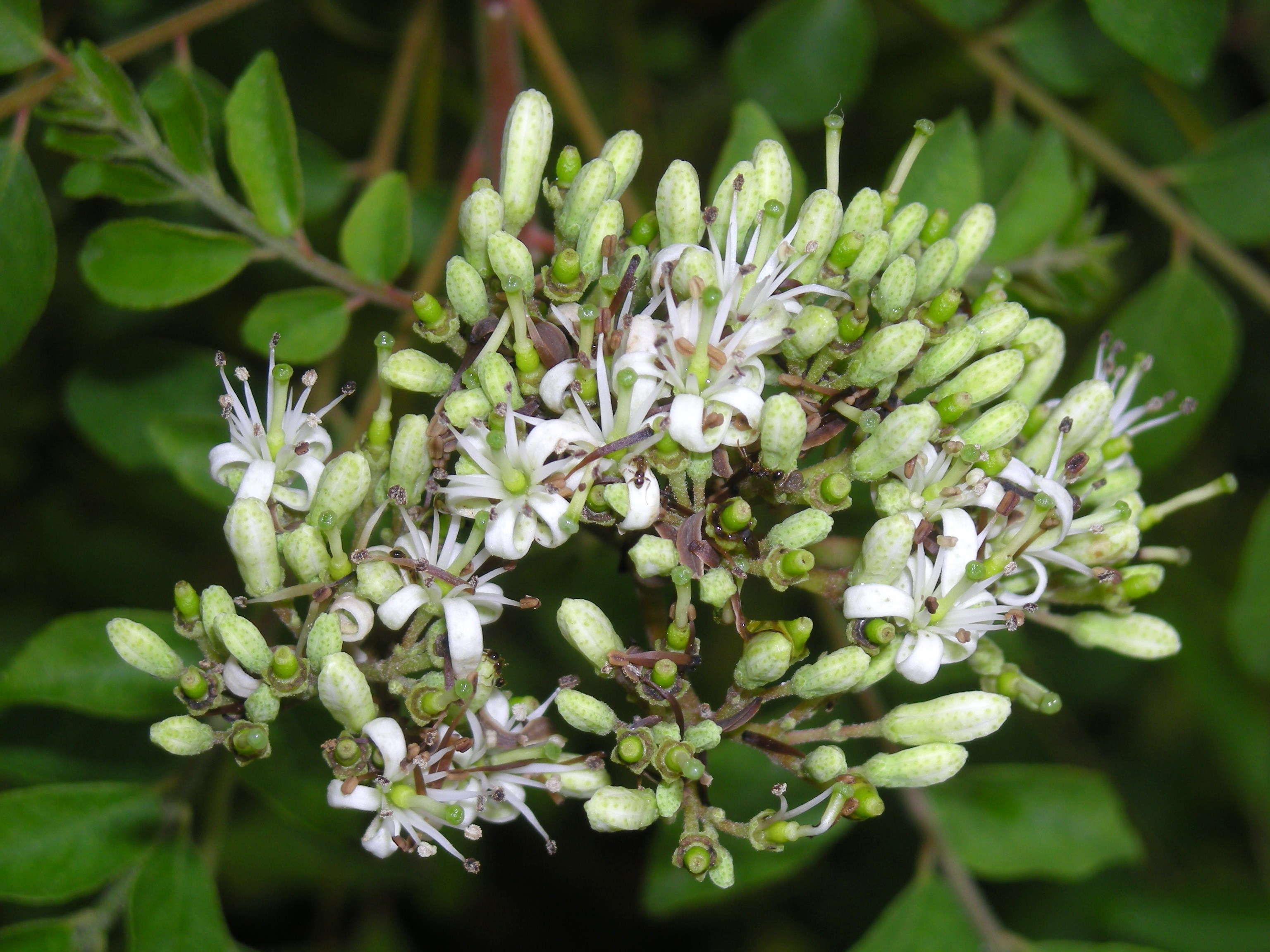
白く芳香のある花を付ける

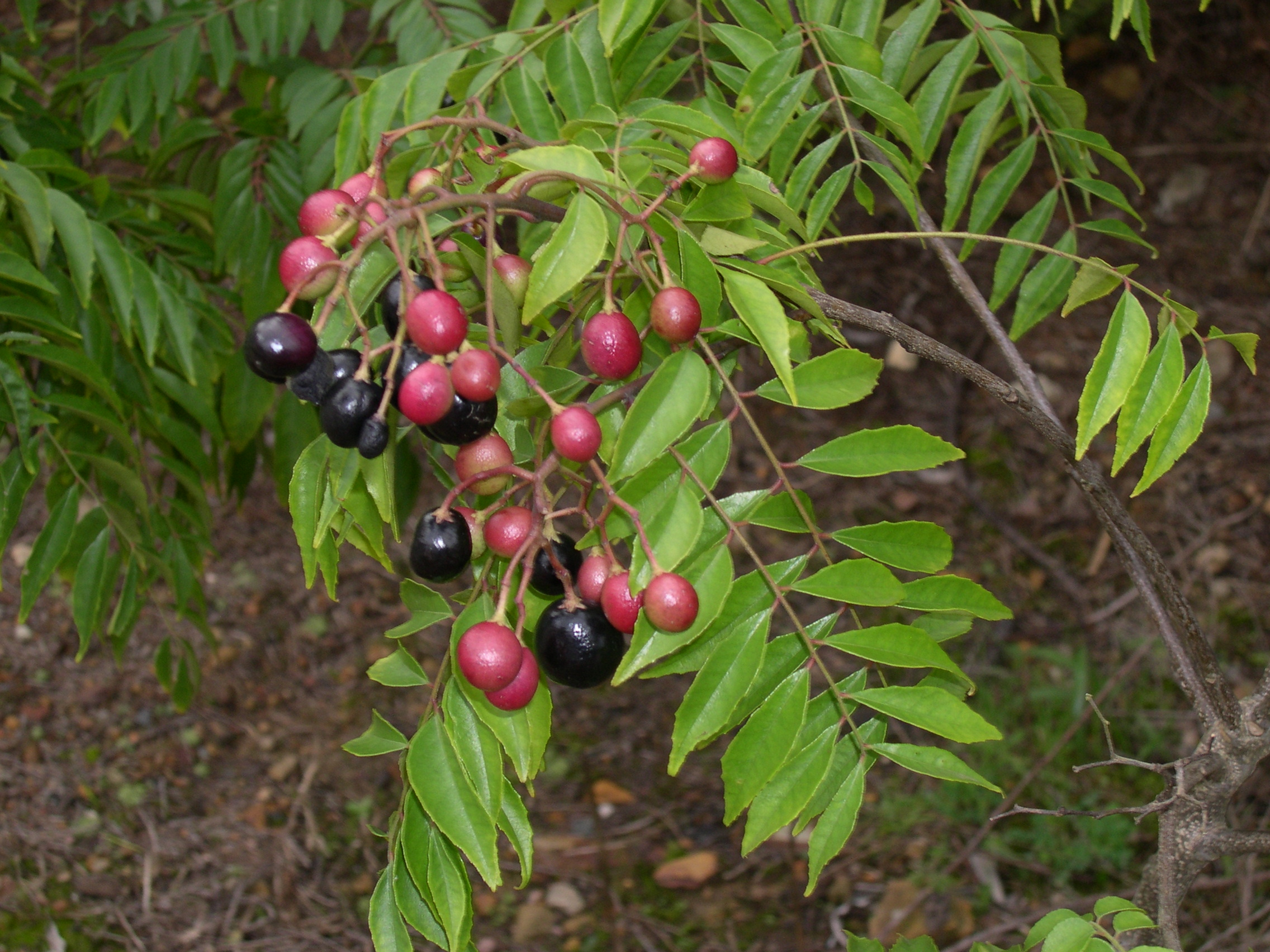
熟果(黒)と未熟果(赤)

オオバゲッキツ（大葉月橘）、またはナンヨウザンショウ（南洋山椒）（学名 Murraya koenigii、シノニムChalcas koenigii）は、ミカン科の木本。インド原産。別名、カレーノキ(カレーの木、curry tree）といい、その葉はカレーリーフ（curry leaf）と呼ばれ、香辛料として用いられる。

## 名称
南洋山椒という和名には山椒の名が附されているが、サンショウ属ではなく、ゲッキツ属に属する別種である。
種小名の「koenigii」は、植物学者ヨハン・ゲルハルト・ケーニヒ（Johann Gerhard König）にちなむ。
タミル語でカリヴェンプ（கறிவேம்பு)、シンハラ語でカラピンチャ（කරපිංචා）、カンナダ語でカリヴェブ（ಕರಿಬೇವು）、テルグ語でカリパク（కరివేపాకు）、パンジャーブ語でガンドラ、ヒンディー語でキトニムなど（करीपत्ता, मीथ णीम, मीथ नीम पत्ता）、マレーシア語でポコッカリ（Pokok Kari）、インドネシア語でサラムコジャ（Salam koja）という。

## 生態
常緑の低木または高木で、成長すると高さ4～6m、幹は直径40cmほどになる。葉は奇数羽状複葉で11～21枚の小葉はそれぞれ長さ2～4cm、幅1～2cm、ふちに細かい鋸歯がある。
花は白く小さい。小粒で、熟すと黒い実がなるが、種に毒がある。

## 利用
葉にはマイルドな柑橘系の芳香があり、傷つけたり刻んだりすると、ムスク系のフローラルな香がほとばしる。カレーの名で呼ばれるが、いわゆる「カレー粉」とはやや異なる香りを持つ。風味は穏やかなため、かなり多めに使用しても支障がない。インド（特に南インド）やスリランカで料理の香り付けとして用いられる他、タミル・ナードゥ州などの南インドからの移民が多いマレーシアでも、南インド系の料理に用いられる。葉は乾燥させると香りが弱まるため、普通は生のまま、小葉を他の香辛料や小粒の豆類と油で炒めて用いる他、サンバールやラッサムの味付けに用いる香辛料粉末にも配合する。
花は香油に用いられる。
また、葉・樹皮・根は強壮作用をもつ。
材は緑色で硬く、農具などに用いられる。
。